# El Haya
El Haya es una localidad del municipio de Valdeolea (Cantabria, España).  La localidad se encuentra a 996 metros de altitud sobre el nivel del mar, y a 3,5 kilómetros de la capital municipal, Mataporquera. En el año 2024 contaba con una población de 4 habitantes (INE).

## Paisaje y naturaleza
El caserío de El Haya se acuesta sobre la ladera norte del monte Otero, en la sierra de Santa Marina, de la que también forma parte el Ornedo. El topónimo que da nombre al pueblo es nada más que un recuerdo del hayedo que debió crecer por estas cuestas en las que hoy crece matorral. Solo encontramos algunos ejemplares de haya en la parte alta del Ornedo, que también han dado origen a la toponimia del vecino pueblo de Castrillo del Haya. La situación algo elevada en ladera hace que desde aquí se tenga una amplia panorámica sobre el norte de Valdeolea a través de las ondulaciones que bordean la vega por la que serpentea el Camesa.

## Patrimonio histórico
La iglesia parroquial de San Andrés no difiere mucho de otras cercanas como San Pedro de Castrillo del Haya o San Sebastián de Matarrepudio. Al igual que aquellas, cuenta con una sola nave, cabecera recta y torre a los pies. Aquí, sin embargo, la construcción parece más moderna, posiblemente del siglo XVIII, a excepción de la cabecera, que podría ser de finales del XVI o ya del XVII.
Frente a la iglesia se mantiene aún en pie, aunque en estado de avanzada ruina, una magnífica casona construida en 1728 por Francisco Gómez Olea, según reza en una inscripción sobre una ventana del lateral del edificio. La fachada se organiza en rigurosa simetría. Consta de planta baja, a la que se abren tres arcos carpaneles y piso principal en el que sobresale la ventana noble con molduras de orejeras entre dobles pilastras cajeadas, muy simplificada en cuanto a su orden.
- Datos: Q5822086